# Piet De Rycker
Piet De Rycker dit Pjotr,  né le 22 mai 1957 à Wilrijk (province d'Anvers) est un animateur, dessinateur de bande dessinée et illustrateur belge néerlandophone.

## Biographie
Piet De Rycker naît le 22 mai 1957, à Wilrijk.
Il suit une formation artistique à l'Institut Saint-Luc de Bruxelles où il a pour condisciples Kamagurka et Erik Meynen. Il commence à faire de petites bandes dessinées dans TV-Express avec ses amis Kamagurka et Erik Meynen. Après avoir remporté le premier prix au Brussels Filmfestival avec le court métrage The Old Storyteller, Pjotr s'installe en tant qu'illustrateur indépendant, dessinateur de bandes dessinées et animateur. Il apparaît dans des magazines comme Flair et ''Robbedoes.
Avec le scénariste Erik Meynen, il réalise les aventures de Tommy Gun et Marion Lee à partir de 1980. En 1982, il publie avec le même scénariste le one shot d'espionnage Le Retour de Roxane dans la collection « Atomium 58 » aux éditions bruxelloises Magic Strip. On retrouve sa signature dans Spirou en 1983 où il dessine deux courts récits de Tommy Gun. Cette série connaît une publication en album aux éditions Magic Strip sous le titre Les Aventures de Tommy Gun et Marion Lee en 1983.
En tant qu'animateur, il collabore avec Johan De Moor en tant que scénariste sur la série télévisée d'animation Quick et Flupke, basée sur la série éponyme d'Hergé. En 1988, Pjotr fonde le Stupid Studio, qui se concentre sur le travail publicitaire. Depuis les années 1990, il travaille principalement comme animateur. Il réalisée notamment Plume, le petit ours polaire en 2001, L'Étoile de Laura en 2004 et Plume et l'île mystérieuse en 2006. Il contribue également au scénario des deux premiers films cités.

## Œuvres

### Albums de bande dessinée

#### Le Retour de Roxane
- Le Retour de Roxane[3], Magic Strip, coll. « Atomium 58 », Bruxelles, 1982
Scénario : Erik Meynen - Dessin et couleurs : Pjotr -  (ISBN 2803500647)

#### Les Aventures de Tommy Gun et Marion Lee
- Les Aventures de Tommy Gun et Marion Lee[6], Magic Strip, Bruxelles, 1983
Scénario : Erik Meynen - Dessin : Pjotr - Couleurs : bichromie -  (ISBN 2-8035-0082-5)

#### Études
- Danny De Laet et Yves Varende, Au-delà du septième art : histoire de la bande dessinée belge, Bruxelles, Ministère des affaires étrangères, du commerce extérieur et de la coopération au développement, coll. « Chroniques belges » (no 322), 1979, 302 p., ill. (OCLC 301693218, lire en ligne).

#### Livres
- (nl) « Piet De Rycker (pseudoniem Pjotr) », dans Striptekenaars in Vlaanderen [« Les Dessinateurs de bande dessinée en Flandre »], Anvers, Vlaamse Onafhankelijke Stripgilde, 1982, 132 p., ill. (ISBN 90-70481-15-4, OCLC 902354153, présentation en ligne), p. 48-49.